# فادرن
ڤادرن (بالألمانية: Wadern) هي مدينة و بلدة ألمانية تقع في سارلاند في ألمانيا. يقدر عدد سكانها بـ 17,006 نسمة .

## المدن التوأمة
مدن أويبيغاو-فارنبروك و Montmorillon هي مدن توأمة لـڤادرن.

## أعلام
- فيليب فولشايد
- أنكه ريلينغر